# The Next Best Thing (ścieżka dźwiękowa)
Music from the Motion Picture The Next Best Thing – ścieżka dźwiękowa z filmu Układ prawie idealny, w którym główne role zagrali Madonna i Rupert Everett.
Mimo iż krążek jest kompilacją utworów różnych artystów, jest on wliczany do oficjalnej dyskografii Madonny, gdyż znalazły się na nim aż dwie piosenki jej autorstwa. Ponadto Madonna była producentem wykonawczym tego albumu i osobiście wybrała wchodzące w jego skład piosenki.
Ścieżka dźwiękowa zawiera jedynie trzy premierowe nagrania: 2 utwory w wykonaniu Madonny oraz instrumentalny utwór Gabriela Yareda. Pozostałe utwory ukazały się wcześniej na singlach i albumach poszczególnych wykonawców.
Wydawnictwo promował tylko singel "American Pie", jednak nie został on fizycznie wydany w Stanach Zjednoczonych, co miało zwiększyć sprzedaż ścieżki dźwiękowej na tamtejszym rynku.

## Lista utworów
| #   | Tytuł | Czas |
| --- | --- | ---- |
| 1.  | "Boom Boom Bâ" Métisse Autor: Aïda Bredou, David Sullivan Producent: Magnus Fiennes | 3:42 |
| 2.  | "Bongo Bong" Manu Chao Autor: Manu Chao Producent: Manu Chao, Renaud Letang | 2:55 |
| 3.  | "Don’t Make Me Love You ('Til I’m Ready)" Christina Aguilera Autor: Shelly Peiken, Todd Chapman Producent: Todd Chapman, Ron Fair                                                           | 3:39 |
| 4.  | "American Pie" Madonna Autor: Don McLean Producent: Madonna, William Ørbit | 4:33 |
| 5.  | "This Life" Mandalay Autor: Nicola Hitchcock, Saul Freeman Producent: Mandalay, Guy Sigsworth                                                                                               | 4:18 |
| 6.  | "If Everybody Looked the Same" Groove Armada Autor: Andy Cato, Tom Findlay, Eugene Record, Quinton Joseph, Ali Muhammad, Kamaal Fareed, Malik Taylor, James Yancey Producent: Groove Armada | 3:39 |
| 7.  | "Why Does My Heart Feel So Bad?" Moby Autor: Richard Hall Producent: Moby | 4:23 |
| 8.  | "I’m Not in Love" Olive Autor: Graham Gouldman, Eric Stewart Producent: Tim Kellett, Roger Lyons                                                                                            | 4:41 |
| 9.  | "Stars All Seem to Weep" Beth Orton Autor: Beth Orton Producent: Ben Watt | 4:39 |
| 10. | "Time Stood Still" Madonna Autor: Madonna Ciccone, William Wainwright Producent: Madonna, William Ørbit                                                                                     | 3:48 |
| 11. | "Swayambhu" Solar Twins Autor: Joanna Stevens, David Norland Producent: David Norland | 3:07 |
| 12. | "Forever and Always" Gabriel Yared Autor: Gabriel Yared Producent: Gabriel Yared | 6:00 |

## Single
| #  | Tytuł        | Data wydania | [ 1 ] | Unia Europejska | [ 2 ] | Polska |
| -- | ------------ | ------------ | ----- | --------------- | ----- | ------ |
| 1. | American Pie | luty 2000    | # 29  | # ?             | # 1   | # ?    |